# Pantoporia mysia
Pantoporia mysia är en fjärilsart som beskrevs av Felder 1860. Pantoporia mysia ingår i släktet Pantoporia och familjen praktfjärilar. Inga underarter finns listade i Catalogue of Life.